# Тридцатилетняя женщина
«Тридцатилетняя женщина» («La Femme de trente ans») — роман писателя Оноре де Бальзака, написанный между 1829 и 1842 годами. Произведение относится к сценам частной жизни из цикла «Человеческой комедии».
От этого произведения происходит крылатое выражение «женщина бальзаковского возраста».

## История
Роман составлен из самостоятельных рассказов, которые были написаны Бальзаком в 1831–1834 годах: «Свидание», «В тридцать лет», «Перст божий», «Две встречи» и «Искупление». Некоторые из них уже издавались в парижских журналах либо были включены во второе и третье издание «Сцен частной жизни». Первоначально главные герои рассказов носили другие имена или иногда просто инициалы, и эти рассказы не имели отчётливой связи между собою.
В мае 1832 года Бальзак объединил рассказы «Свидание», «В тридцать лет», «Перст Божий» и «Две встречи» в единый том второго издания «Сцен частной жизни», но книге не хватало объёма, и автору пришлось в спешке написать пятый рассказ «Искупление». Этот том не имел общего названия и, как и другие три тома «Сцен частной жизни», представлял собой сборник рассказов. В начале этого тома Бальзак поместил «Примечание редактора», в котором определил замысел тома: «Я просил автора озаглавить этот последний том «Очерк жизни женщины», находя в целом и в характере пяти составляющих его эпизодов последовательный план, один и тот же характер, замаскированный под разными именами, ту же жизнь, захваченную в её начале, доведённую до её развязки и представляемую с великой нравственной целью». Далее в записке говорилось, что автор предпочитает доверять интеллекту своих читателей.
В четвёртом томе третьего издания «Сцен частной жизни» (1834–1835) автор был более ясен и впервые объединил их под общим названием: «Та же история». Но объём вновь показался Бальзаку недостаточным, и поэтому он написал рассказ-связку между «Первыми ошибками» и «В тридцать лет».
Хотя тексты были собраны, работа над ними продолжалась ещё около десяти лет. Произведение «Тридцатилетняя женщина» принимает окончательное название с увязанными между собой частями и публикуется полностью лишь в 1842 году, в третьем томе первого издания «Человеческой комедии». Знаменитое название романа появилось впервые, были изменены названия различных рассказов, превращённых в главы, наконец, все имена персонажей и все эпизоды стали относиться к истории маркизы д’Эглемон. Например, изначально в рассказе «Перст Божий» на берегу играли два мальчика, а не Елена с братом; также потребовалось поменять время действия, однако в некоторых местах хронологические и возрастные нестыковки в тексте остались неубранными.
Наконец, в 1844 году, выпустив новое издание книги, Бальзак внёс в неё незначительные изменения: удлинил действие произведения на два года, «продлив» его до 1844 года, и изменил дату его создания, поставив вместо «1828–1842» — «1828–1844».

## Содержание
Роман состоит из шести частей:
1. Premières fautes — Первые ошибки (бывший рассказ «Свидание», 1830—1831)
2. Souffrances inconnues — Неведомые муки (1834)
3. À trente ans — В тридцать лет (рассказ 1832 года)
4. Le Doigt de Dieu — Перст Божий (рассказ 1832 года)
5. Les Deux Rencontres — Две встречи (рассказ 1832 года)
6. La Vieillesse d’une mère coupable — Старость преступной матери (рассказ «Искупление», 1832)

В первой части 20-летняя Жюли выходит замуж за своего родственника, блестящего наполеоновского военного, маркиза д’Эглемона, вопреки советам отца, который предрекает ей несчастье, видя пустой и глупый нрав будущего зятя. В браке героиня действительно оказывается несчастлива и, родив дочь Елену, надрывает здоровье. Влюбленный в неё лорд Гренвиль, разбирающийся в медицине, уговаривает супруга повезти её на воды, путешествует вместе с ними и даёт советы. В итоге маркиза и англичанин влюбляются друг в друга, но она отсылает его от себя. Несколько лет спустя разлученные влюбленные понимают, что хотят быть вместе, Гренвиль приходит в её дом, но, чтобы не скомпрометировать маркизу, прячется на балконе, простужается и умирает.
Во второй части 26-летняя маркиза д’Эглемон переживает горе от потери любимого в своем замке в провинции. Местный священник пытается её утешать, но в итоге приходит к мысли, что она слишком эгоистична. Через несколько месяцев она возвращается в Париж, в свет.
В третьей части ей 30 лет, она блистательная светская дама, но притом душевно опустошённая. В неё влюбляется 30-летний дипломат Шарль де Ванденес и начинает долгие ухаживания, в конце концов доказав ей, что и она достойна счастья истинной любви.
В четвёртой части рассказчик от первого лица описывает, как «семья», состоящая из маркизы, её любовника, старшей дочери Елены и младшего мальчика Шарля, очевидно, внебрачного, счастливо играют в уличном парке. Елена ревнует, незаметно толкает брата в реку и тот гибнет. Спустя несколько лет в помещениях де Ванденеса мирно встречаются маркиза и её муж, который отвел Елену и нового ребёнка — Гюстава в театр: «В пьесе показывают очень славного мальчика, у него нет никого на свете, потому что его папа не мог быть его папой. И вот когда он шёл по мосту над рекой, какой-то страшный бородатый человек в чёрном сбросил его в воду. Тут сестрица заплакала, зарыдала, и все в зале закричали на нас, и папа нас поскорее, поскорее увёл». Там же сидит простодушный нотариус, который нарушает атмосферу общей беседы нетактичными замечаниями.
В пятой части семья маркиза, у которой уже больше детей, сидит в особняке за городом, и видно, что Елена ненавидит и презирает мать. В дом врывается беглец, за которым гонятся жандармы, и умоляет его спасти. В итоге он оказывается убийцей. Елена влюбляется в него с первого взгляда и, несмотря на протесты родителей, уходит с ним из дома в никуда. Несколько лет спустя маркиз разорился и отправился в Новый мир зарабатывать состояние. Это ему удается, и он почти приплывает богатым во Францию, однако его корабль захватывает корсар по прозванию «Парижанин» — его зять. Елена в капитанской каюте, очень счастлива, мать четверых детей. Маркиз возвращается во Францию, восстанавливает семейное состояние, но умирает. Через некоторое время в одной из поездок, куда отправились маркиза с младшей дочерью Моиной, они слышат стоны в гостинице. Это оказалась Елена, но спасшаяся с одним из детей после кораблекрушения. Но в итоге они тоже умирают
Наконец, шестая часть рассказывает, как замужняя Моина прекрасно живёт и опекает, при этом третируя, мать, отдавшую ей все свое состояние. Мать волнуется, так как за дочерью начинает ухаживать Альфред де Ванденес. Она старается предостеречь её от опасностей, но Моина не слушается маркизу и после напряженного разговора та умирает от остановки сердца.

## Характеристика
Французские критики пишут, что «Тридцатилетняя женщина» — одно из самых известных и самых неровных произведений Бальзака.
Роман выглядит жанрово разнородным: первые три части, составляющие приблизительно две трети текста, читаются как единое произведение в психологическом стиле Бальзака. Другие рассказы написаны иначе. Драма, случившаяся в четвёртой части, и её последствия нарушает предшествующую логику развития персонажей. Пятая часть напоминает «неистовый романтизм»: история любви Елены д’Эглемон к пирату, убийце барона де Мони. Образ этого героя похож на тип героического преступника, который сложился ещё в «готических романах», а затем проник в романтическую литературу. Последняя глава опять возвращает читателя в реалистичный и жестокий мир светского Парижа.
Несмотря на длительную работу над текстом, Бальзак не смог устранить различия в тоне повествования, существовавшие между первыми частями романа и последними. Бальзак признавался в этих трудностях мадам Ганской: «У меня не было времени переделать эту недостойную меня мелодраму. Мое сердце честного литератора все ещё обливается кровью».

## Переводы
Роман неоднократно издавался на русском языке:
- Перст божий. (Истинное происшествие, рассказанное Бальзаком). Пер. Ф.-- «Сев. пчела», 1831, 5/XI, No 251, с. 3—4; 6/XI, No 252, с. [4].
- Две встречи.-- «Телескоп», 1833, ч. 13, No 1, с. 44—87; No 2, с. 188—223; No 3, с. 336—341. Без подписи.
- Две встречи.-- В кн.: Сорок одна повесть лучших иностранных писателей. Изд. Н. Надеждиным. Ч. 9. М., 1836, с. 45—174.
- Женщина в тридцать лет. Отрывок из Бальзака: Scènes de la vie privée. Пер. Ф. Б-мей. СПб., тип. Плюшара, 1833. XIII, 15—91 с. Перевод 3 гл.
- Женщина тридцати лет. СПб., Суворин, 1894. 274 с. (Новая б-ка Суворина); то же. Изд. 2-е. 1899. 267 с.
- Тридцатилетняя женщина. [Пер. П. М. Занкова]. Роман.-- В кн.: Бальзак О. Собр. соч. В 20-ти т. Т. 6. СПб., 1897, с. 197—352.
- Тридцатилетняя женщина. Пер. М. Андреевой. М., «Польза», 1913. 283 с.; то же. Изд. 2-е. 1915. (Универс. б-ка); 1916. 233 с.; Тридцатилетняя женщина. Сцены из частной жизни. Пер. М. Андреевой. М.-Пб., Госиздат, 1923. 288 с. (Всеобщая б-ка. No 64); то же. 1927. (Универс. б-ка. No 290—294); «Тридцатилетняя женщина». В тридцать лет. Из 3 гл. Пер. М. Андреевой.-- В кн.: Коган 11. С. Хрестоматия по западно-европейской литературе. Т. 2. М.-Л., 1931, с. 132—137.
- Тридцатилетняя женщина. Пер. А. Д. Радловой. [Предисл. А. С.]. М.-Л., «Academia», 1931. 277 с. (Классики мировой литературы).
- Тридцатилетняя женщина. Пер. О. Новиковой. Под ред. Б. А. Грифцова.-- В кн.: Бальзак О. Собр. соч. Под общ. ред. А. В. Луначарского и Е. Ф. Корша. Т. 2. М., 1935, с. 5—157.
- Тридцатилетняя женщина. Пер. А. А. Худадовой.-- В кн.: Бальзак О. Собр. соч. В 15-ти т. Т. 2. Человеческая комедия. Сцены частной жизни. [Пер. под ред. Е. А. Гунста]. М., 1952, с. 52—225.
- Тридцатилетняя женщина. Пер. А. Худадовой.-- В кн.: Бальзак О. Собр. соч. В 24-х т. Т. 2. Человеческая комедия. Этюды о нравах. Сцены частной жизни. [Ред. М. Н. Черневич]. М., 1960, с. 95—271.